# Eddy Bär
Eddy Bär ist ein animierter Braunbär, der 2008 von dem deutschen Medienunternehmen Jamba zur Vermarktung eines seiner Klingeltöne kreiert wurde.

## Hintergrund
Die Figur ist ein Teddybär mit Stupsnase und einer Gitarre in der Hand. Ursprünglich als Hamster-Figur konzipiert, wurde der Bär als Klingelton in 25 Ländern vermarktet. Der erste Song Verliebt erschien in sechs Sprachen.
Insgesamt erschienen zwischen 2008 und 2012 vier Singles mit Eddy Bär, wobei aber mit Verliebt nur die erste mäßig erfolgreich war und in Deutschland Platz 24 und in Österreich Platz 30 belegte. In dem zugehörigen Video wurde die animierte Figur von Eddy Bär in Realszenen kopiert. Das von ihm besungene Mädchen wird von dem damals 19-jährigen Fotomodel Eilika Meckbach aus Kassel dargestellt.

## Diskografie
Singles
- 2008: Verliebt
- 2009: Baby Song
- 2010: La Bamba
- 2012: Meine kleine Prinzessin